# Джаянама, Дирек
Дирек Джаянама (тайск. ดิเรก ชัยนาม; 18 января 1905 — 1 мая 1967) — таиландский дипломат и государственный деятель, министр иностранных дел Таиланда (1941, 1943-1944 и 1946—1947).

## Биография
Был одним из активных участников сиамской революции 1932 г. которые изменили форму правления Таиландом с абсолютной на конституционную монархию.
- 1939—1941 гг. — заместитель министра,
- август-декабрь 1941 г. — министр иностранных дел,
- 1942—1943 гг. — заместитель министра иностранных дел,
- 1943—1944 гг. — министр иностранных дел,
- 1944—1945 гг. — посол в Японии,
- 1945—1945 г. — министр юстиции,
- 1945—1946 гг. — министр финансов,
- 1946—1947 гг. — министр иностранных дел Таиланда,
- 1946—1947 гг. — посол в Великобритании.

Также занимал должность посла в Финляндии.
В 1949—1952 гг. являлся первым деканом факультета политологии основанного им Таммасатского университета.
- 1946—1947 гг. — посол в Великобритании.
- 1959—1965 гг. — посол в ФРГ.